# Streckenbegleitdamm
Ein Streckenbegleitdamm ist ein untertägiges Bauwerk, das dazu dient, beim Strebbau den Streckensaum in den Abbaustrecken gegen den Alten Mann zu sichern. Streckenbegleitdämme werden, je nachdem ob sie ein starres oder nachgiebiges Verhalten aufweisen müssen, aus unterschiedlichen Baustoffen hergestellt. Für die Ermittlung der Stützkraft von Streckenbegleitdämmen gibt es bestimmte Berechnungsverfahren.

## Herstellung
Für die Erstellung von Streckenbegleitdämmen gibt es zwei grundlegende Methoden, die Erstellung mittels Verschalungswänden und die Erstellung mittels vorgefertigter großer Stoffsäcke, sogenannter Bullflexschläuche.
Eine der ersten Methoden zur Erstellung von Streckenbegleitdämmen war die Erstellung mit festen Verschalungswänden. Hierbei wurde der Streckenbegleitdamm durch Einblasen von Baustoff zwischen zwei Verschalungswände hergestellt, die streckenseitige Verschalungswand hatte dabei eine Krümmung, die dem Ausbaubogen angepasst war. Bei dieser Methode wurde der Streckenbegleitdamm sehr frühzeitig dicht hinter dem Förderer erstellt. Nachteilig war hierbei der verhältnismäßig große hydraulische Ausbauaufwand inklusive der erforderlichen Regelungstechnik. Außerdem ist es bei dieser Methode verhältnismäßig schwierig, die vorgesehene Breite des Streckenbegleitdamms auf Dauer einzuhalten. Allerdings kann hierbei ein frühtragender, stabiler Streckenbegleitdamm nicht garantiert werden. Ein weiterer Nachteil ist, dass der Stempelausbau, der die Schalwand trägt, sehr aufwendig aufgebaut ist, da er eine gesonderte Vorzieh- und Abspanneinheit benötigt.
Bei einer anderen Methode wird der Streckenbegleitdamm mittels eines Dammbaubocks mit verstellbaren Verschalungswänden erstellt. Die Schaltafeln sind dabei auf einer speziellen Konstruktion so angeordnet, dass sie vertikal ausgerichtet sind. Der Dammbaubock ist mit schmalen Stützböcken ausgerüstet, die dazu dienen, die Verschalungswände abzustützen. Der gesamte Dammbaubock kann wirksam in der Streckenlängsachse sowie des Strebes je nach Bedarf ausgerichtet werden. Außerdem kann der Ausbaubock im Bereich der Firste oder der Sohle schräg gestellt oder eben gerade gestellt werden. Die Verschalungswände sind mit einer Rückeinrichtung verbunden und dienen der Einfassung des Dammbaumaterials. Bei einer Breite von etwa 0,7-facher Flözmächtigkeit werden pro Meter Damm etwa 1–2 m3 Baustoff benötigt. Damit bei festem Nebengestein das Abrutschen der Saumsicherung verhindert wird, wird der Streckenbegleitdamm verbreitert. Durch pneumatisches Hinterfüllen wird eine ausreichende Dammqualität bei akzeptabler Staubentwicklung erreicht.
Eine weitere Methode ist das Erstellen der Streckenbegleitdämme mit sackartigen Behältern, sogenannten Bullflexpfeiler. Allerdings ist das Erstellen der Streckenbegleitdämme mittels Bullflexpfeiler vom Herstellungsaufwand her teurer. Eine besondere Art von Pfeilern sind sogenannte Stapeltopfpfeiler. Ein Stapeltopfpfeiler besteht aus mehreren ineinanderschiebbaren nach oben offenen Gefäßen. Sie werden am Einsatzort mit Stützmaterial ausgefüllt und dann aufeinandergesetzt. Durch Hilfsmittel wie z. B. aktive Stützschwellen werden Stapeltopfpfeiler zwischen Hangendem und Liegendem verspannt. Durch Pfeiler werden relativ schnell hohe Stützkräfte erreicht, da sie frühzeitig hinter dem Streb aufgebaut werden. Dadurch treten Konvergenzen weniger nachteilig auf.

## Verwendete Materialien
Damit das Dammbaumaterial bei konventionell erstellten Streckenbegleitdämmen im flüssigen oder teigigem Zustand nicht weglaufen kann, werden die dafür benötigten Verschläge aus Wettertuch, Geotextilien oder Jute ausgekleidet. Bei Baustoffmischungen aus Naturanhydrit und Elektrofilterasche erstarrt das Baustoffgemisch nach einer Abbindedauer von etwa 45 Minuten. Zur Erstarrungsbeschleunigung wird dem flüssigen Baustoff Natronwasserglas beigemischt. Allerdings ist die Tragkraft des Dammes nicht genau definiert und die benötigten Stützkräfte stehen erst nach dem völligen Abbinden des Baustoffs zur Verfügung. Die maximale Druckfestigkeit des Baustoffs wird erst nach mehreren Tagen erreicht. Zum Abdichten undichter Streckenbegleitdämme werden spezielle Injektionsharze verwendet.